# رايموند روجرز
رايموند روجرز (بالإنجليزية: Raymond Rogers)‏ هو كيميائي أمريكي، ولد في 1927 في ألباكركي في الولايات المتحدة، وتوفي في 2005 بسبب سرطان.